# 미나미촌 (가가와현)
미나미촌(일본어: 南村)은 일본 가가와현 나카타도군에 설치되었던 촌이다. 현재의 마루가메시에 해당한다.

## 역사
- 1890년 2월 15일 - 정촌제 시행에 수반해 나카군 다촌, 구바라촌, 야마키타촌이 합병해 미나미촌이 성립하였다.
- 1899년 4월 1일 - 다도군 나카군과 합병해 나카타도군이 되었다.
- 1951년 4월 1일 - 마루가메시에 편입해 소멸하였다.

## 참고 문헌
- 角川日本地名大辞典編纂委員会, 『角川日本地名大辞典 43 香川県』, 1985, 角川書店
- 愛郷同志会 編『香川年鑑』 昭和26年、愛郷同志会、香川郡雌雄島村女木島、1951年1月31日。 NCID BB10789342。